# オーガスタ (原子力潜水艦)
|          |                                            |
| 艦歴     |                                            |
| 発注     | 1973年10月31日                             |
| 起工     | 1982年4月1日                               |
| 進水     | 1984年1月21日                              |
| 就役     | 1985年1月19日                              |
| 退役     | 2009年2月11日                              |
| 母港     | コネチカット州グロトン                     |
| 性能諸元 |                                            |
| 排水量   | 満載：6,164 トン、 基準：5,786 トン        |
| 全長     | 110.3 m (362 ft)                           |
| 全幅     | 10 m (33 ft)                               |
| 喫水     | 9.7 m (32 ft)                              |
| 最大速   | 水上25 kt (46 km/h)、 水中30+ kt (56 km/h) |
| 潜行深度 | 290 m (950 ft)                             |
| 機関     | S6G reactor 1基                            |
| 乗員     | 士官12名、兵員98名                         |
| モットー | Protecting The Frontier Since 1754         |
|          |                                            |

オーガスタ(USS Augusta, SSN-710)は、アメリカ海軍のロサンゼルス級原子力潜水艦の23番艦。艦名はメイン州オーガスタに因んで命名された。その名を持つ艦としてはノーザンプトン級重巡洋艦6番艦(CL/CA-31)以来5隻目（最初の3隻はジョージア州オーガスタに因んで命名されている）。

## 艦歴
オーガスタは1973年10月31日にコネチカット州グロトンのジェネラル・ダイナミクス・エレクトリック・ボート社に建造発注され、1982年4月1日に起工した。1984年1月21日にダイアナ・D・コーエン夫人によって命名、進水し、1985年1月19日に艦長トーマス・W・ターナー中佐の指揮下就役する。
ソ連海軍は、1986年10月3日にバミューダの沖合でヤンキー級原子力潜水艦K-219がオーガスタと衝突したと主張した。アメリカ海軍は、K-219は内部爆発により沈没したと主張する。
K-219沈没後の1986年10月20日にオーガスタは哨戒を終え帰路に就くが、何かと衝突し修理のためにグロトンへ戻ることを強いられた。船首およびソナーアレイが損傷しその修理費用はおよそ300万ドルが費やされた。オーガスタが何に衝突したかは公式には不明である。オーガスタはデルタ級原子力潜水艦を追跡しており、一方でヴィクター級原子力潜水艦に追跡されていたことが示唆される。もし急な方向転換が行われたのであれば、オーガスタはデルタと衝突したのかもしれない。艦首右舷部分に大きなくぼみを持つデルタ級の写真が存在し、ソ連海軍はそれをK-279と確認した。
1987年7月初めに補修は完了し、オーガスタは BQG-5D 広角口径配列 (Wide Aperture Array, WAA) パッシブソナーおよび BQQ-10 ARCI ソナーのプロトタイプを搭載、試験を行った。同ソナーはコンピューターコンポーネントのモジュール化により容易に改良が行える。
2009年2月11日退役。